# Araucokriget
Araucokriget (spanska: Guerra de Arauco) var en långdragen konflikt mellan spanska kolonisatörer och mapuchefolket. Kriget började 1536 och slutade 1881, då Chiles regering ockuperade mapuchefolkets territorium och senare slöt fred.

## Konflikten
När spanjorerna kom till södra Chile vid dagens Bío-Bíoregion förväntade sig Pedro de Valdivia att indianerna skulle vara lika enkla att besegra som de i Mexiko och Peru, men mapuchefolket lyckades uppbåda motstånd mot den spanska invasionen. de Valdivia erhöll senare understöd från andra indianstammar som huilliches, picunches och cuncos. Mapuchefolket hade redan 80 år tidigare lyckats hålla stånd mot det mäktiga Inkariket och besegrat dem i ett slag som på spanska kom att kallas Batalla de las Lunas ("månarnas slag"). Mapuchefolket lärde sig snabbt att bekämpa spanjorerna med bland annat välorganiserade nattliga räder. Spanjorerna mötte så hårt motstånd att de flera gånger fick lämna byar och dra sig tillbaka. Upprepade fredsavtal bröts och stridigheter bröt ut på nytt. Sjukdomar som spanjorerna tog med sig, som exempelvis fläcktyfus och smittkoppor, drabbade mapuchefolket hårt.
År 1546 nådde Pedro de Valdivia med 60 ryttare och andra indianer floden Bío-Bío, där de blev anfallna av en grupp mapuches. Valdivia insåg att han inte kunde vinna slaget och flydde. I slaget vid Tucapel 1553 besegrades spanjorerna och Valdivia tillfångatogs av mapuchefolket för att senare avrättas av mapuchefolkets ledare Lautaro, som tidigare varit Valdivias fånge i 6 år. Efter slaget insåg spanjorerna att de underskattat mapuchefolkets styrka, och förstärkte sina försvarsverk och städer, som Concepción. Lautaro lyckades 1554 samla ihop 8 000 män för att möta Francisco de Villagra som hade skickats av spanjorerna med uppgift att besegra indianerna. Villagra besegrades av Lautaro, men när mapuches nådde Concepción var staden redan övergiven, så de brände den till grunden. Vid gryningen den 29 april 1554 inledde Villagra slaget vid Mataquito med en överraskningsattack mot lägret där Lautaro befann sig och dödade honom vilket blev en avgörande seger över hans armé. Efter Lautaros död valde mapuchefolket Caupolicán till sin nye Toqui (ledare). 
Jerónimo de Alderete, som utsetts till guvernör över Araucofolkets område var på väg till Chile, men dog i Panama, så i stället utsågs García Hurtado de Mendoza till interimistisk guvernör över Chile under 1557. Han seglade omedelbart söderut från Peru, denna gång med en mycket större styrka än tidigare: 600 soldater, 6 artilleridelar och 1 000 hästar. Han landade i La Serena och grep där Francisco de Villagra och Francisco de Aguirre för att skickas till Peru och sätta sina egna män i kontroll över provinsen. Han skickade sitt kavalleri landvägen medan han seglade söderut på vintern och landade i början av juni 1557 på ön La Quiriquina vid Concepción. Han beordrade en part att landa på en udde vid Penco och rekonstruera Concepcións fort. En mapuchearmé försökte storma fortet men besegrades av artillerield och skottlossning i slaget vid Concepción.
Efter att hans kavalleri anlänt, inledde Mendoza sin framryckning söderut. En annan mapuchearmé, i vilken bland andra Galvarino ingick, försökte stoppa spanjorerna i slaget vid Lagunillas men besegrades efter hårda strider. Därmed lämnades Arucofolkets fästning i Andalicán oförsvarad och erövrades en kort tid efter slaget. Caupolicán ledde förgäves motståndet mot Mendozas framfart, och försökte stoppa hans offensiv genom ett bakhåll i slaget vid Millarapue. 
Konflikten slutade inte där. Spanjorerna bytte strategi flera gånger, men kunde inte undgå att förlora alla landvinningar söder om Bío-Bío-floden, sedan armén hade besegrats grundligt i slaget vid Curalaba. Valdivia byggdes om 1645 efter en misslyckad omgrundning åren 1602-1604. Förnyade privilegier för staden Valdivia var mer ett försök att hindra området att falla i händerna på holländarna än orsakat av att man verkligen hade kontroll över området. Från 1600-talet stabiliserades de krigförandes frontlinjer kring Bío-Bío-floden. 
Mapucheindianerna besegrades till sist åren 1860-1880 av Chiles vältränade armé, som innan de slutgiltiga konfrontationerna hade besegrat Bolivia, Peru och Spanien, var och en två gånger i rad.  